# Dermatolepis striolata
Dermatolepis striolata là một loài cá trong họ Cá mú. Tên gọi thông thường trong tiếng Anh của nó là smooth grouper.

## Phân bố
Nó được tìm thấy miền tây Ấn Độ Dương. Dọc theo bờ biển châu Phi phạm vi phân bố của nó trải dài từ Somalia tới Durban ở Nam Phi. Nó cũng được tìm thấy tại quần đảo Comoro, Madagascar và and Aldabra ở Seychelles. Nó cũng được tìm thấy xung quanh miền nam bán đảo Ả Rập xa về phía đông tới vùng biển thuộc Iran trong vịnh Oman. Cũng có thông báo cho thấy nó có tại Hồng Hải.

## Môi trường sống
Môi trường sống tự nhiên của chúng là các vùng biển nông, ở độ sâu 1–15 m, vùng dưới triều, các ám tiêu và rạn san hô nước đục, thường ẩn nấp trong hay gần các hang hốc. Có báo cáo ghi nhận chúng tụ tập thành các đàn nhỏ tới 8 con. Phân tích thức ăn trong ruột cho thấy chúng là loài cá ăn thịt cá. Người ta vẫn chưa rõ là chúng có tạo thành các tổ hợp sinh sản hay không.

## Mô tả
D. striolata có chiều sâu cơ thể lớn hơn chiều dài của đầu, với chiều sâu đạt 2,4-2,6 lần khi ở chiều dài tiêu chuẩn. Đường kính của mắt hỏ hơn rõ nét so với chiều dài của mõm. Tiền nắp mang có khía với các khía được da che phủ. Các gai trên nắp mang không dễ thấy. Tiết diện phần sống đầu là hơi lõm hoặc thẳng. Vây đuôi thuôn tròn hoặc cụt với các góc bo tròn. Nó có các vảy nhẵn chủ yếu được che phủ bởi lớp da và các vảy bổ trợ. Vây lưng gồm 11 gai và 18-19 tia mềm; vây đuôi gồm 3 gai và 9-10 tia mềm. Màu tổng thể của loài cá này là nâu ánh vàng đến ánh đỏ, nhạt hơn ở phần bụng. Cá trưởng thành có các đốm nhỏ, tròn, sẫm màu che phủ đầu, thân và các vây. Cá nhỡ có nhiều đốm nhỏ màu nâu sẫm trên đầu, thân và vây, với các đốm trên thân thuôn dài theo chiều ngang trong khi các đốm trên vây là ít rõ nét hơn. Vây đuôi, vây hậu môn và vây đuôi cũng có các đốm nhạt màu cũng như các vết màu nhạt màu, hình dạng bất thường với các kích thước khác nhau. Chiều dài tổng cộng tối đa tới 85 xentimét (33 in) còn trọng lượng tối đa được công bố là 10,5 kilôgam (23 lb).